# ديفيد دوني
ديفيد دوني (بالإنجليزية: David Downie)‏ (1958)؛ صحفي وروائي أمريكي.